# Мордрель, Олье
Олье Мордрель (фр. Olier Mordrel; 29 апреля 1901, Париж, Франция— 25 октября 1985, Треффиага, Франция) — бретонский националист и коллаборационист. Сооснователь сепаратистской Бретонской национальной партии.
До войны был архитектором.
Его архитектурные работы были созданы под влиянием ар-деко и интернационального стиля Ле Корбюзье.
Он также был эссеистом, писателем рассказов и переводчиком. Мордрель написал некоторые из своих работ под псевдонимами Жан де ла Бенелейс, Ж. Ла Б, Эр Жедур, А. Кальвез, Отто Мор, Бритон и Оливье Лоне.

## Ранние годы
Сын корсиканки, вышедшей замуж за генерала Жозефа Мордрелля (умер в 1942 году),
Родился в Париже и провел большую часть своего детства. В столице он выучил бретонский язык.
После обучения в Школе изящных искусств он десять лет проработал архитектором в Кемпере.
Он присоединился к националистическому журналу Breiz Atao в 1919 году стал президентом Unvaniez Yaouankiz Vreiz («Союз молодежи Бретани») в 1922 году.
Вместе с Ропарсом Эмоном он создал литературный журнал Gwalarn (1925) и был включен в бретонскую делегацию на Первом панкельтском конгрессе в Дублине (вместе с Франсуа Жафренну, Морваном Маршалем и Ивом Ле Дрезеном). Впоследствии Мордрель стал сопредседателем Бретонской автономистской партии (Parti Autonomiste Breton, или PAB), а затем её секретарем по пропаганде.
В том же году он начал смешивать свои политические и эстетические идеалы, адаптируя ар-деко к бретонским темам и присоединяясь к бретонскому художественному движению Seiz Breur.
В 1932 году он создал Бретонскую национальную партию (PNB), националистическое и сепаратистское бретонское движение, которое было объявлено вне закона премьер-министром Эдуардом Даладье в октябре 1939 года за его связи с нацистской Германией.
В статье, которую он опубликовал в Breiz Atao 11 декабря 1932 года, Мордрель начал антисемитскую атаку, целью которой было добавить национал-социалистическую риторику к его дискурсу против французского централизма: «Jacobin rime avec Youppin» — что можно перевести как «Якобин рифмуется с жидом». В том же году он задумал Strrollad Ar Gelted Adsavet (SAGA, Партию восставших кельтов) и её нацистскую платформу, которая включала бретонцев в нордическую «господствующую расу».
Мордрель также запустил Stur, журнал, в названии которого была изображена свастика, и в 1936 году Peuples et Frontières (первоначально называвшийся Bulletin des minorités nationales de France), который служил голосом сепаратистских этнических меньшинств по всей Европе. Известным автором был эльзасец Герман Биклер, который позже стал командиром гестапо. 14 декабря 1938 года Мордрель и Франсуа Дебовэ были приговорены к одному году условного заключения за «нападение на единство нации».

## Архитектура
Мордрель создал ряд зданий в Кемпере, которые стали самыми передовыми образцами современной архитектуры в городе, приняв в свои работы стиль Streamline Moderne.
Самым важным из них является здание Tи-Koдак в районе города Сите-Кергелен.

Это здание описывают как 
Самое оригинальное и, несомненно, самое красивое" из современных зданий в городе. Оно было построено в 1933 году. Здание имеет огибающую структуру, сравнимую с работами Ле Корбюзье, и чередует гладкую белую поверхность с синей плиткой.

По словам архитектурного критика Даниэля Ле Куэдика, «мягкий изгиб» широких белых полос вокруг угла резко контрастирует с сильными угловатыми и стабилизирующими вертикальными структурами окон. Оно подписано именем архитектора на фасаде бульвара.
Несколько других зданий Мордреля не сохранились, включая его Garage d’Odet, гараж-фабрику, спроектированную в модернистском стиле с целью получения пространства для максимальной эффективности производства и ремонта.

## Деятельность во время окупации
В 1939 году — незадолго до начала Второй мировой войны — О. Мордрель и Ф. Дебовэ прибыли в Берлин через Бельгию и Голландию. Ещё в Амстердаме они выпустили манифест к бретонцам с призывом не поддерживать французскую армию.
В январе 1940 года они написали письмо (так называемое «Lizer Brezel») активистам Автономистской партии, в котором утверждали, что настоящие бретонцы не должны сражаться и умирать за Францию - величайшего врага Бретани.
Мордрелю было назначено место жительства в Германии: сначала в Штутгарте, затем, с января 1941 года, в Берлине. Однако ему было запрещено въезжать в Бретань и заниматься сепаратистской деятельностью. Лео Вайсгербер предложил ему должность профессора кельтских языков в Боннском университете и организовал его возвращение в Париж в мае.
Ему разрешили поселиться в Майенне, где его часто навещали и консультировали его друзья-бретонцы, включая Жана Мерьена, Рафига Туллу, Жана Трекана и Рене-Ива Крестона; В течение 1943 года он поддерживал связь со своим коллегой-писателем и деятелем оккупационного режима Луи-Фердинандом Селином. В сентябре Мордрелю разрешили вернуться в Ренн, где, хотя и руководство PNB, и агенты Виши призывали немцев выслать его, нацистские власти держали его в качестве альтернативы. После 1942 года ему снова даже разрешили редактировать Stur.

## Изгнание и возвращение
После того как успешно состоялась висадка союзников во время битвы за Нормандию. 13 августа 1944 года была освобождена Бретань.
Мордрель был вынужден бежать в Германию. В феврале 1945 года Мордрель начал переговоры с французским фашистским лидером Жаком Дорио и его Parti Populaire Français.
Обе стороны договорились о программе независимости Бретани в рамках федерации «Типа швейцарской».
Поздже сдался американской армии. Он был задержан и допрашивался в течение нескольких месяцев секретной службой.
Он спас свою жизнь, рассказав все, что знал о своих соратниках сепаратистах, членах Ирландской республиканской армии и связях с различными немецкими спецслужбами.
По соглашению с главой британских спецслужб он был освобожден, но официально объявлен сбежавшим из тюрьмы, потому что новые французские власти потребовали его казни.
В бегах, при поддержке американских спецслужб он нашел убежище в Бразилии, затем в Аргентине и, наконец осел во франкистской Испании.
Он был снова приговорен к смертной казни заочно в июне 1946 года.
Мордрель вернулся во Францию инкогнито в 1972 году и продолжил писать для La Bretagne Réelle под именем Отто Мор (имя, которое он использовал в 1940 году), а также отредактировал несколько книг, включая историю Ваффен-СС (Waffen SS d’Occident).
В 1980-х годах он был одним из основателей Kelc’h Maksen Wledig («Кружок императора Максенция») вместе с такими деятелями крайне правых, как Янн Бер Тилленон и Жорж Пино; позже он был активистом GRECE, организации, связанной с экстремистской политикой, возглавляемой Аленом де Бенуа. Тем не менее, в президентской гонке 1981 года Мордрель поддержал кандидата от социалистов Франсуа Миттерана.
Сын Мордреля Тристан Мордрель (псевдоним Андре Шелен) является крайне правым историческим ревизионистом, который руководит Association bretonne de recherche historique (ABRH) и редактирует её журнал L’Autre Histoire.

## Работы
- Pensée d’un nationaliste Breton, (Breiz Atao 1921—1927), Les Nouvelles Éditions Bretonnes, 1933
- La Galerie bretonne
- Перевод «Слова о любви и смерти корнета Христофора Рильке» Райнера Марии Рильке — Каненн хини Лангенау, Кенверцель Брайц, Ренн
- Breiz Atao, histoire et actualité du nationalisme Breton, Alain Moreau, 1973.
- La voie Bretonne, Nature et Bretagne, Quimper, 1975.
- L’essence de la Bretagne, essay, Guipavas, Éditions Kelenn, 1977
- Les hommes-dieux, stories in Celtic mythology, Paris, Copernic, 1979
- L’Idée Bretonne, Éditions Albatros, 1981
- Le mythe de l’hexagone, Picollec, 1981.
- La Bretagne, Nathan, 1983.